# Пневматическое оружие с предварительной накачкой

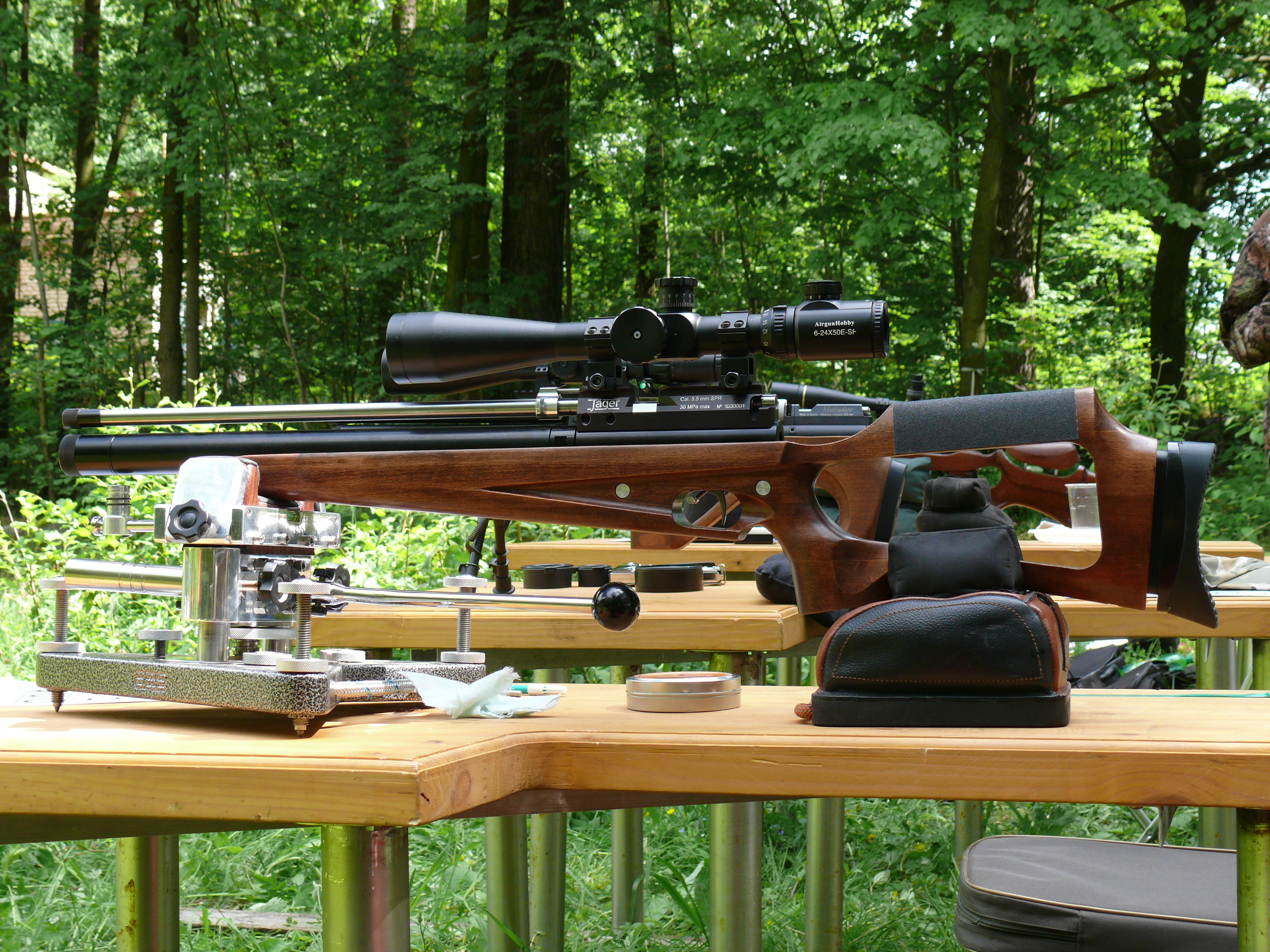
Винтовка PCP Jäger в станке для стрельбы

Пневматика с предварительной накачкой (англ. Pre Charged Pneumatics PCP)
Обычно — пневматическая винтовка с расположенным под стволом или в прикладе резервуаром для воздуха или другого газа. Давление в баллоне около 200 атм. Бывают варианты с большим предельным давлением, около 300 атм. Воздух в резервуар нагнетается при помощи насоса высокого давления или с помощью предварительно заправленного баллона. Также в качестве рабочего тела может применяться гелий, из-за его лучшей сжимаемости и большей скорости звука в нём.
В зависимости от объёма резервуара, из винтовок PCP можно произвести около 30—150 выстрелов с одной заправки. Винтовки с предварительной накачкой, равно как и мульти-компрессионные характеризует отсутствие отдачи. Это позволяет использовать на этом оружии любые оптические прицелы без опасений разбить их двойной отдачей пружинно-поршневой пневматики (ППП).

## Типы PCP-винтовок

### Прямоточные
В прямоточных винтовках воздух из резервуара, дозированный клапаном, попадает в ствол и толкает пулю. Постепенное снижение давления в резервуаре винтовки, происходящее в течение серии выстрелов, снижает скорость полёта пули, траектория полёта пули становится менее настильной, а значит снижается кучность. Это особенно заметно на длинных сериях выстрелов. Для контроля скорости пули прямоточные винтовки оборудуют манометром. Во время настройки винтовки на скорость и давление, приходится учитывать постепенное увеличение и уменьшение скорости (плато) в пределах желаемого (при увеличении скорости уменьшается количество выстрелов в пределах желаемой скорости (обычно ±5 м/с)).
Тем не менее для практических применений — таких, как охота, уничтожение вредителей, где не требуется большая точность, прямоточные винтовки используются широко.

### Редукторные
Для стабильной спортивной стрельбы сериями, рекомендуют, как правило, редукторные винтовки.
Редукторные винтовки имеют более сложную конструкцию, они обычно дороже. Газовый редуктор обеспечивает стабильное давление газа, который затем через боевой клапан винтовки поступает в ствол и толкает пулю. Давление газа, пропускаемое редуктором (заредукторное давление), определяется настройкой редуктора. Оно всегда ниже, чем давление в резервуаре винтовки (доредукторное). Снижение давления в резервуаре не отражается на скорости пули до тех пор, пока давление в резервуаре выше, чем настроенное заредукторное. После снижения давления в резервуаре редукторная винтовка начинает работать как прямоточная.
Стабильность скоростей в редукторных винтовках выше, соответственно выше кучность. Расход газа в редукторных винтовках, как правило, ниже чем в прямоточных.

## Улучшение характеристик
- При закачке газа из баллона может использоваться не только воздух. Использование газов с более высокой скоростью звука позволяет поднять мощность выстрела Архивная копия от 25 декабря 2011 на Wayback Machine.